# Norbert Elias
Norbert Elias (ur. 22 czerwca 1897 we Wrocławiu, zm. 1 sierpnia 1990 w Amsterdamie) – niemiecki filozof i socjolog pochodzenia żydowskiego, twórca socjologii procesu i socjologii figuracyjnej.

## Życie i kariera akademicka
Studiował medycynę, psychologię i filozofię. W 1933 wyjechał z hitlerowskich Niemiec i zamieszkał w Paryżu. W 1935 roku przeniósł się do Wielkiej Brytanii, gdzie wykładał kolejno na uniwersytetach w Londynie, Cambridge i Leicester. W latach 1962–1964 był profesorem socjologii na Uniwersytecie w Akrze (stolica Ghany). Później wykładał na różnych uniwersytetach niemieckich (m.in. w Konstancji oraz Ośrodku Badań Interdyscyplinarnych w Bielefeld). Mieszkał głównie w Amsterdamie, gdzie zmarł.

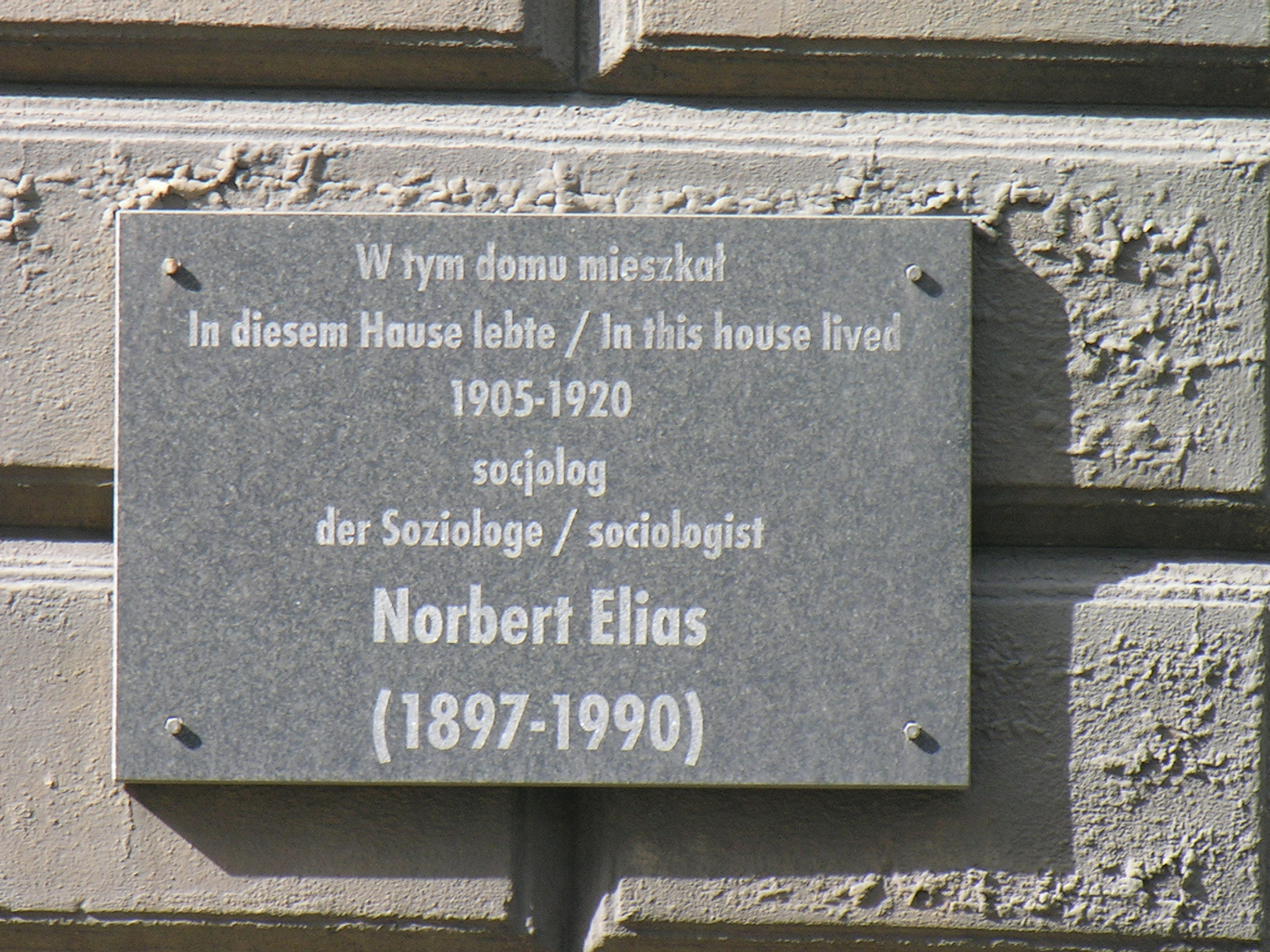
Tablica pamiątkowa we Wrocławiu

## Koncepcje i publikacje
Według Eliasa socjologia jest nauką dynamiczną, której przedmiotem jest proces społeczny oraz nieustanny ciąg regularnych zmian będących wynikiem niezamierzonych działań ludzkich. Obecne stany społeczeństwa mają pochodzenie procesowo-historyczne. Żaden z obiektów społecznych nie ma stanu stałego i niezmiennego.
W swojej najgłośniejszej pracy pt. Przemiany obyczajów w cywilizacji Zachodu Elias przedstawia przemiany obyczajowości, jakie dokonały się w Europie od średniowiecza. Analizując podręczniki i inne dokumenty z kolejnych epok, przedstawia mechanizmy tworzenia się norm, które obecnie uznajemy za naturalne, głównie z zakresu zasad zachowania i moralności (np. zasady posługiwania się nożem i widelcem). Zdaniem Eliasa z czasem ludzie uzyskiwali coraz większą zdolność kontrolowania własnych emocji. Początkowo prace Eliasa pozostawały niezauważone, z czasem jednak uznano go za jedną z czołowych postaci współczesnej socjologii.

## Wybrane prace
- Über den Prozeß der Zivilisation, 1939
- Die Höfische Gesellschaft, 1969
- Was ist Soziologie?, 1970
- Über die Einsamkeit der Sterbenden, 1982
- Engagement und Distanzierung, 1983
- Über die Zeit, 1984
- Die Gesellschaft der Individuen, 1987
- Studien über die Deutschen, 1989
- Etablierte und Aussenseiter, 1990
- Mozart. Zur Soziologie eines Genies, 1991
- Symboltheorie, 2001

## Tłumaczenia na język polski
- O procesie cywilizacji, 2011, Wyd W.A.B., ISBN 978-83-7414-937-2 (Über den Prozeß der Zivilisation, 1939)
- Przemiany obyczajów w cywilizacji Zachodu, tł. Tadeusz Zabłudowski, Warszawa 1980, PIW, ISBN 83-06-00258-X (na podstawie Über den Prozeß der Zivilisation, 1939)
- Czym jest socjologia?, tł. Bogdan Baran, Warszawa 2010, Wydawnictwo Aletheia, ISBN 978-83-61182-44-3 (Was ist Soziologie?, 1970)
- Zaangażowanie i neutralność, Warszawa 2003, Wyd. PWN, ISBN 83-01-14098-4 (oprawa twarda), ISBN 83-01-14099-2 (oprawa broszurowa) (Engagement und Distanzierung, 1983)
- Społeczeństwo jednostek, tł. Janusz Stawiński, red. nauk. i przedm. do wyd. pol. Mirosława Marody, Warszawa 2008, Wyd. PWN, ISBN 978-83-01-15438-7 (Die Gesellschaft der Individuen, 1987)
- Rozważania o Niemcach: zmaganie o władzę a habitus narodowy i jego przemiany, Poznań 1996, Wydawnictwo Poznańskie, ISBN 83-86138-62-9 (Studien über die Deutschen. Machtkämpfe und Habitusentwicklung im 19. und 20. Jahrhundert, 1989)
- Mozart. Portret geniusza, tł. Bogdan Baran, 2006, Wyd W.A.B., ISBN 83-7414-172-7 (Mozart. Zur Soziologie eines Genies, 1991)
- Esej o czasie, tł. Ada Łobożewicz, Warszawa 2017, Wydawnictwo Uniwersytetu Warszawskiego, ISBN 978-83-235-2420-5 (Über die Zeit, 1984)